# Nikolaj Panin
Nikolaj Panin, Nikolai Aleksandrovitsj Panin-Kolomenkin född 8 januari 1872 utanför Voronezj, död 19 januari 1956 i Leningrad. Rysk konståkare och sportskytt samt Rysslands förste olympiske mästare. . Panin vann guldmedaljen i konståkningens specialprogram vid  de olympiska sommarspelen 1908 i London.  Han deltog även i skytte vid de olympiska sommarspelen 1912 i Stockholm, där han kom åtta i 50 meter fripistol. 